# Daimler Ferret

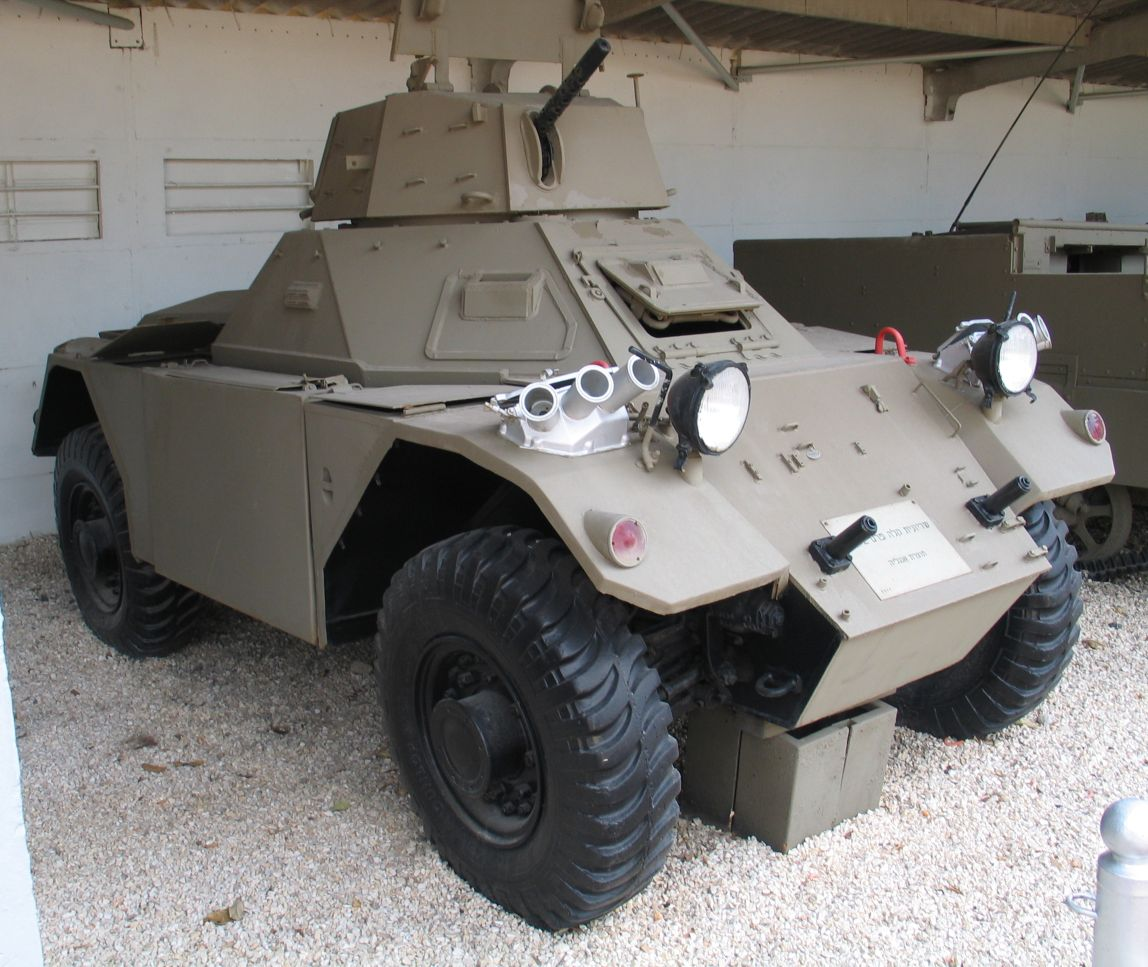
Ferret Mk 2 (eksponat Muzeum Batey ha-Osef)

Daimler Ferret – brytyjski samochód pancerny produkowany w latach 1952–1971. Przez British Army używany do lat 90. XX wieku, później zastąpiony przez FV721 Fox.

## Historia
Prace nad Ferretem rozpoczęto w 1947 roku. Miał on być następcą samochodu pancernego Daimler Dingo. Pierwszy, nieuzbrojony prototyp powstał w 1949 roku, a produkcję seryjną rozpoczęto w 1952 roku. Do zakończenia produkcji w 1971 wyprodukowano ponad 4400 szt. Ferretów w 16 wersjach. Poza Wielką Brytanią były one używane przez siły zbrojne Bahrajnu, Burkina Faso, Birmy, Finlandii, Gambii, Indonezji, Jordanii, Jemenu, Kataru, Kamerunu, Kuwejtu, Libanu, Madagaskaru, Malawi, Malezji, Nepalu, Portugalii, Republiki Środkowoafrykańskiej, Republiki Południowej Afryki, Sri Lanki, Sudanu i Zjednoczonych Emiratów Arabskich. Niektóre z tych armii użytkują Ferrety do dziś.
Ferrety były używane przez armię brytyjską podczas operacji na Malajach, w Kenii, na Cyprze, w Ulsterze oraz podczas I wojny w Zatoce Perskiej. Nie wysłano ich jedynie na Falklandy uznając że nie poradzą sobie w trudnych warunkach terenowych istniejących na tych wyspach. Na początku lat osiemdziesiątych opracowano modernizację Ferretów polegająca na wyposażeniu ich w silnik wysokoprężny oraz wieżę z armatą automatyczną kalibru 25 mm i wyrzutnią ppk TOW, ale żaden użytkownik nie zdecydował się na taką modyfikację posiadanych wozów.

## Wersje

### Mk 1
Wersja łącznikowa. Początkowo pozbawiona uzbrojenia.Jej odmianami były wersje Mk 1/1 (z pogrubionym pancerzem) i Mk 1/2 z podwyższonym przedziałem załogowym i słupkową podstawą dla karabinu maszynowego. W British Army montowano na niej początkowo rkm Bren, później ukm L7 (licencyjna wersja FN MAG). W innych armiach stosowano inne km-y, np. na wozach fińskich montowano wkm DSzKM.

### Mk 2
Wersja rozpoznawcza. Od Mk 1 różniłą się obrotową wieżyczką przejętą z samochodu pancernego Alvis Saracen. W wieżyczce zamocowany był początkowo ckm L3A4 (amerykański Browning M1919), później ukm L7. Poza pierwszą wersją Mk 1 produkowano wersje Mk 2/1, Mk 2/2, Mk 2/3, Mk 2/4 i Mk 2/5 (kolejne odmiany miały coraz grubszy pancerz), Mk 2/6 (oznaczony także jako FV703 rakietowy niszczyciel czołgów z dwoma wyrzutniami ppk Vickers Vigilant), Mk 2/7 (FV701, wozy wersji Mk 2/6 pozbawione uzbrojenia rakietowego).

### Mk 4
Zmodernizowany wóz rozpoznawczy. Od Mk 2 różnił się wzmocnionym podwoziem. Wozy w tej wersji były też oznaczane jako FV711.

### Mk 5
Oznaczany także jako FV712 rakietowy niszczyciel czołgów. Uzbrojony w km L7 i dwie wyrzutnie ppk Swingfire.